# Nihonia
Nihonia is een geslacht van weekdieren uit de klasse van de Gastropoda (slakken).

## Soorten
- Nihonia australis (Roissy, 1805)
- Nihonia circumstricta (Martens, 1901)
- Nihonia maxima Sysoev, 1997
- Nihonia mirabilis (Sowerby III, 1914)